# Борута, Ярослав Иосифович
Ярослав Иосифович Борута (укр. Ярослав Йосипович Борута; род. 3 мая 1967, Гриновцы, Ивано-Франковская область) — украинский певец (тенор) и композитор, народный артист Украины (2015).

## Биография
Родился 3 мая 1967 года в селе Гриновцы Тлумачского района Ивано-Франковской области.
Свою карьеру начал во время учёбы в Калушском культурно-образовательном училище. Вскоре он познакомился с известным украинским поэтом-песенником Вадимом Крищенко, который оказал на него большое влияние. Эта встреча стала началом к созданию популярного дуэта «Лебеди любви».
После успешного выхода «Лебедей любви», Борута начал сотрудничать с известными украинскими поэтами-песенниками — Вадимом Крищенко, Николаем Сингаевским, Степаном Галябардой и другими.
23 июня 2005 года Ярослав Борута основал благотворительный фонд «Художественный храм». Также он занимается организаторской работой по проведению в Ивано-Франковске и других городах Украины творческих мероприятий. В мае 2019 года Борута основал телевизионный фестиваль "Всеукраинская народная песенная премия «Галицкий шлягер. Дети».
В настоящее время Ярослав Борута активно выступает в Украине и за рубежом, а также занимается организацией творческих мероприятий.

## Награды
- Народный артист Украины (27 июня 2015) — за значительный личный вклад в государственное строительство, социально-экономическое, научно-техническое, культурно-образовательное развитие Украины, весомые трудовые достижения и высокий профессионализм[1]
- Заслуженный артист Украины (19 августа 1997) — за весомые личные достижения в труде, высокое профессиональное мастерство и по случаю шестой годовщины независимости Украины
- Орден Святого Григория Великого (10 августа 2007) — за весомый вклад в развитие церкви и благотворительную деятельность[2]